# Morne Trois Pitons nationalpark
Morne Trois Pitons nationalpark bildades 1975 och är Dominicas äldsta nationalpark. Den ligger en dryg mil öster om staden Roseau. Sedan 1997 är nationalparken ett världsarv. Nationalparken omfattar 6 857 ha och består av en dal kring en utslocknad vulkan. Här finns dock fortfarande aktivitet med bland annat varma källor och kokande lerpölar.
Parken ligger 330 meter över havet. Terrängen i nationalparken är huvudsakligen kuperad, men åt nordväst är den bergig. Havet är nära nationalparken österut. I omgivningarna växer i huvudsak städsegrön lövskog.
Tropiskt monsunklimat råder i trakten. Årsmedeltemperaturen i trakten är 22 °C. Den varmaste månaden är september, då medeltemperaturen är 24 °C, och den kallaste är april, med 22 °C. Genomsnittlig årsnederbörd är 1 868 millimeter. Den regnigaste månaden är augusti, med i genomsnitt 266 mm nederbörd, och den torraste är mars, med 50 mm nederbörd.